# Вогнеок східний
Вогнео́к східний (Pyriglena leucoptera) — вид горобцеподібних птахів родини сорокушових (Thamnophilidae). Мешкає в Південній Америці.

## Опис
Довжина птаха становить 17 см. Самці мають чорне, блискуче забарвлення, на крилах у них 2 білі смужки. Самиці мають переважно коричневе забарвлення, нижня частина тіла у них світліша, хвіст чорнуватий. І у самців, і у самиць на спині є біла пляма. Райдужки червоні.

## Поширення і екологія
Східні вогноки мешкають на південному сході Бразилії (від східної Баїї і південного заходу Мінас-Жерайсу на південь до півдня Мату-Гросу-ду-Сул і крайньої півночі Ріу-Гранді-ду-Сул), на сході Парагваю (від Каніндею до Ітапуа) і на північному сході Аргентини (Місьйонес). Вони живуть в підліску вологих рівнинних і гірських атлантичних лісів та на плантаціях. Зустрічаються на висоті до 1250 м над рівнем моря. Живляться комахами. Гніздо кулеподібне, діаметром 10 см, розміщується на землі.